# Cleptometopus malaisei
Cleptometopus malaisei là một loài bọ cánh cứng trong họ Cerambycidae.